# Coleman Company

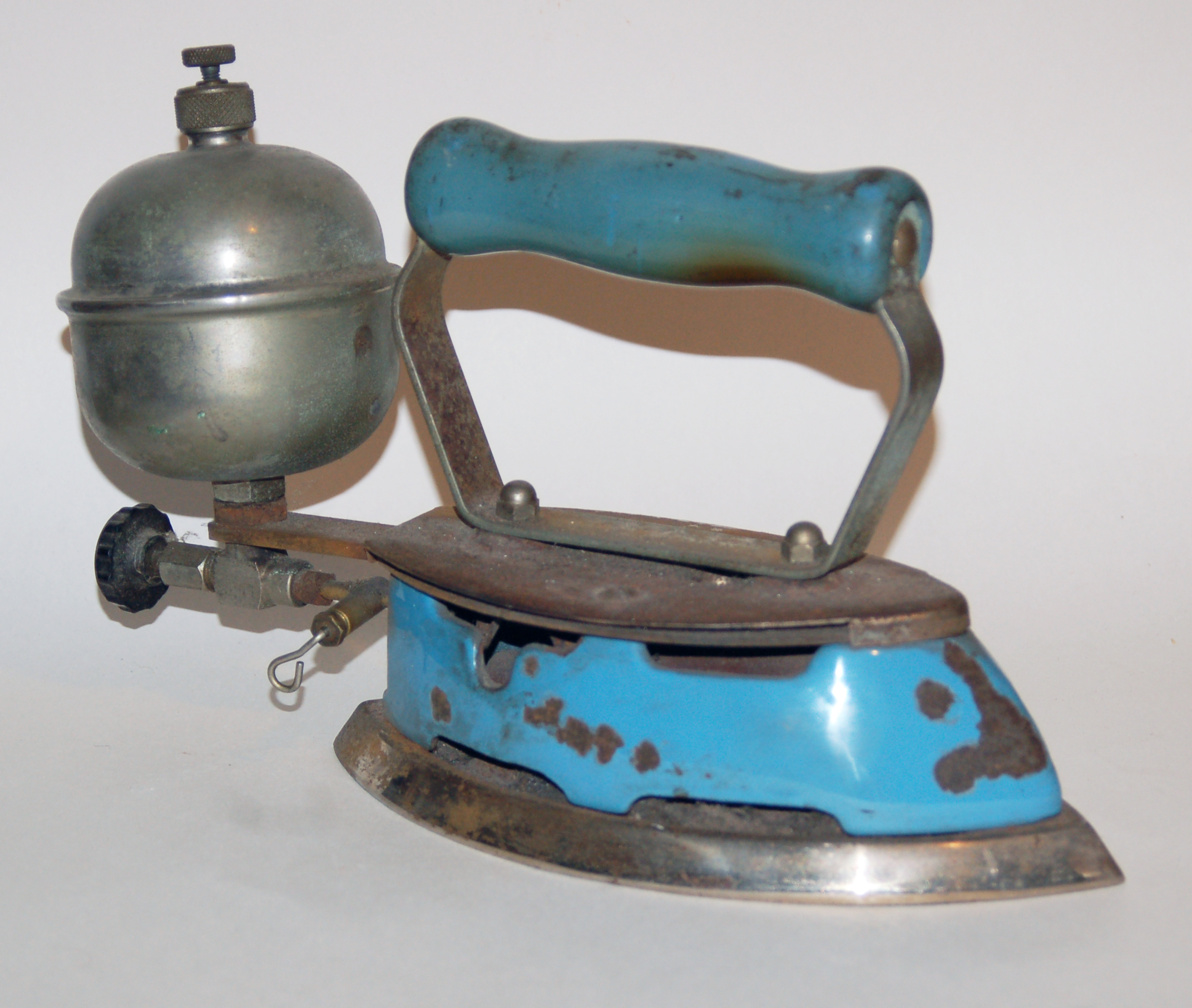
Ein Coleman-Bügeleisen der 1930er Jahre

Die Coleman Company Inc. ist ein US-amerikanischer Hersteller von Freizeit- und Outdoorprodukten, der zu Newell Brands gehört.
Das Unternehmen wurde im Jahr 1900 von William Coffin Coleman in Kingfisher, Oklahoma gegründet und zog 1902 nach Wichita, Kansas um. Es gibt einen Standort in Texas. Seit 1996 gehört der französische Hersteller Campingaz zu Coleman.
Unter dem Titel Coleman Lantern vertreibt Coleman Starklichtlampen, die mit Petroleum, Benzin oder Propan betrieben werden und mit einem oder zwei Glühstrümpfen ausgestattet sind. Es werden auch verschiedene Kocher, darunter der ursprüngliche G.I. Pocket Stove, außerdem Schlafsäcke, Kühlboxen, Stromaggregate und Zelte produziert. Zu den inzwischen nicht mehr von Coleman produzierten Produkten gehören Schneemobile, Faltcaravans und die Hobie Cat-Segelboote.
Eine Abteilung vertreibt Heizungs- und Klimaprodukte für den stationären Gebrauch.